# 讓蒂爾港國際機場
讓蒂爾港國際機場（法語：Aéroport international de Port-Gentil），是位於加彭濱海奧果韋省班基區讓蒂爾港的民航機場。主要服務城市為加彭第二大城讓蒂爾港。
讓蒂爾港的甚高频全向信标（簡稱VOR，ID：PG）及歸航台（簡稱NDB，ID：PG）都位於本區域。

## 航點
| 航空公司                | 目的地                         |
| ----------------------- | ------------------------------ |
| 阿弗里奇航空（L8）      | 利伯維爾                       |
| Equaflight（E7）        | 黑角                           |
| 國家地區運輸公司        | 利伯維爾、奧耶姆               |
| RegionAir               | 杜阿拉、馬拉博、黑角、哈科特港 |
| Sky Gabon（GV）（貨運） | 利伯維爾                       |

## 重大事件
2011年10月12日，國家地區運輸公司EMB-120，註冊編號ZS-PYO（MSN：120245）執行包機任務從利伯維爾到讓蒂爾港，滑行超出21號跑道的末端，接著使用前起落架完整的煞住，但是兩個主起落架的支架向後彎曲，導致引擎和機翼掉了下來。這起事故造成四名乘客受輕傷，但是該飛機的損壞部分無法修復，因此被註銷。

## 外部連結
- 讓蒂爾港國際機場在OpenStreetMap上（页面存档备份，存于）
- 讓蒂爾港國際機場在Directory of Cities and Towns in World上（页面存档备份，存于）
- 讓蒂爾港國際機場在OurAirports上